# Navsari (huyện)
Huyện Navsari là một huyện thuộc bang Gujarat, Ấn Độ. Thủ phủ huyện Navsari đóng ở Navsari. Huyện Navsari có diện tích 2211 ki lô mét vuông. Đến thời điểm năm 2001, huyện Navsari có dân số 1229250 người.